# زیربنا و روبنا

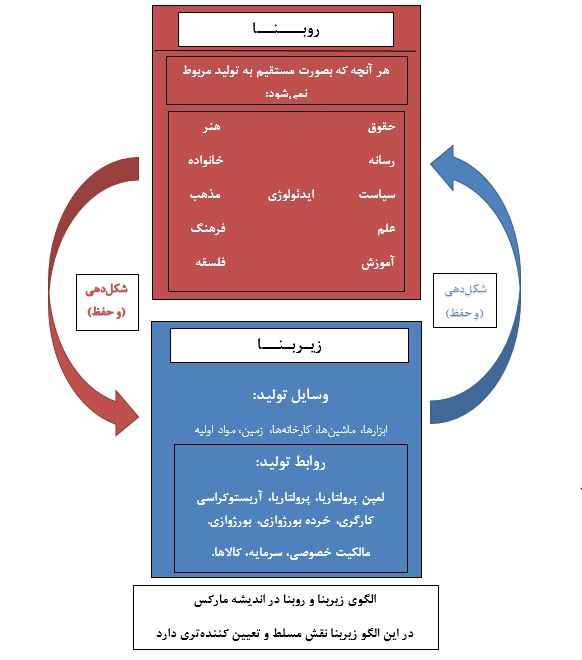
نمودار توضیح رابطه بین زیربنا و روبنا را در نظریه مارکسیستی

زیربنا و روبنا (انگلیسی: Base and superstructure) از مفاهیم اساسی نظریه‌های مارکسیستی است. در نظریه مارکسیستی، جامعه انسانی از دو بخش تشکیل شده‌است: زیربنا و روبنا؛ زیربنا شامل نیروها و روابط تولید (روابط کارگر- کارفرما؛ تقسیم فنی کار، روابط مالکیت) است که در آن انسان‌ها به تولید ضروریات و نیازهای زندگی می‌پردازند. این روابط، دیگر روابط و همچنین اندیشه‌های جامعه را معین می‌کنند که به آن‌ها روبنا می‌گویند. روبنای یک جامعه شامل فرهنگ، نهادها، ساختارهای قدرت سیاسی، نقش‌ها، آداب مذهبی و دولت می‌شود. زیربنا، روبنا را تعیین یا مشروط می‌کند، اما روابط آن‌ها از نوع روابط علی نیست. به این دلیل که گاهی روبنا بر زیر بنا تأثیر می‌گذارد؛ امابه هر حال در اندیشه مارکس تأثیر زیربنا بر روبنا قاطع‌تر، مهم‌تر و مسلط است. در مارکسیسم ارتدوکس، زیربنا به صورت یک طرفه روبنا را معین می‌کند.

## اهمیت الگوی زیربنا- روبنا
مسئله زیربنا و روبنا از مسائل و مفاهیم بسیار مهم و کلاسیک در اندیشه مارکس و مارکسیسم است. نوع برداشت و تفسیر از الگویی که مارکس در آثارش پدیدآورده همواره مورد مناقشه بوده و اندیشمندان مختلف مارکسیست آن را به گونه‌های متفاوتی تفسیر کرده‌اند و این امر سبب انشعاب‌ها و نگرش‌های متفاوتی در نگرش مارکسیستی شده‌است. از سوی دیگر اندیشمندان علوم اجتماعی مختلف غیر مارکسیست به ویژه دورکیم و ماکس وبر در پاسخ به مارکس بسیاری از تحلیل‌های خود را سازمان داده‌اند.

## دیدگاه آلتوسر در خصوص روبنا و زیر بنا
لویی آلتوسر یکی از مارکسیست های معتقد به اصالت ساختار است که تمثیل کل اندام واره را بر تمثیل زیر بنا و روبنا ترجیح داده است.
دیدگاه آلتوسر در مورد زیربنا و روبناهای مارکس این است که گرچه هر سطح از کل اندام‌واره استقلال نسبی دارد ، لیکن سطح اقتصادی سطحی است که در اخرین تحلیل شیوه سازمان‌یابی و در هم تنیدگی کل سطوح در درون ساختار کلی را تعیین میکند.
آلتوسر استدلال کرده است که سطوح مختلف جامعه تنها یک تضاد اصلی و مرکزی را بازتولید و منعکس نمی‌کنند بلکه صورت بندی اجتماعی به عنوان وحدت مرکب کل انداموار ساختاری متضمن سطوحی است که مجزا از هم دارای استقلال نسبی هستند. 
در بحث پیرامون رابطه زیربنا و روبنا، آلتوسر برای روبنا استقلال نسبی قائل می شود و معتقد است در تحلیل نهایی اقتصاد تعیین کننده است؛ یعنی آلتوسر عبارت "تعین در آخرین لحظه" را بکار می برد. 
آلتوسر معتقد است روبنا منجر به بازتولید سرمایه داری می شود. بنا به نظر آلتوسر کار روبنا کمک به ایجاد شرایط لازم برای بقای سرمایه داری است، پس عمده کارکردش این است که بازتولید شدن سرمایه داری را امکان پذیر کند
.

## دیدگاه انگلس در خصوص روبنا و زیر بنا
برداشت دیالکتیکی از زیربنا و روبنا برای نخستین بار به وسیله فردریش انگلس مطرح شد. او برداشت یک‌جانبه و تقلیل گرایانه را تعبیر نادرستی از اندیشه مارکس می دانست. به نظر انگلس میان اقتصاد و روبنا رابطه ای دیالکتیکی وجود دارد ، روبنا بر زیربنا تاثیر عملی میگذارد ، هرچند زیربنا محرک اصلی در تاریخ است.
او معتقد بود که سیاست و دولت صرفاً بارتاب انفعالی زیربنای اقتصادی نیست بلکه اشکال سیاسی و حقوقی بر روی مبارزات تاریخی تاثیر می گذارند.